# Pseudosphenoptera almonia
Pseudosphenoptera almonia là một loài bướm đêm thuộc phân họ Arctiinae, họ Erebidae.